# Nagy László Adrián
Nagy László Adrián (Budapest, 1968. augusztus 30.)  orgonaművész, zeneszerző, tanár, korrepetitor.

## Életpályája
A Zeneakadémia zongora szakán tanult Keveházi Gyöngyi és Falvay Sándor növendékeként, majd elvégezte a Pázmány Péter Katolikus Egyetem Hittudományi karát, közben orgonán is tanult játszani Bartl Erzsébetnél. 1997-ben orgonaművészként végzett Csanádi László tanítványaként a Zeneakadémia szegedi konzervatóriumában.

### Családja
Szülei
Nagy László – könyvtáros, Bene Ilona Erzsébet – látszerész, optometrista
Felesége
Nagy Bernadett fuvolaművész, a Budapesti Fesztiválzenekar és a Magyar Állami Operaház tagja.
Gyermekei (első házasságából)
- Nagy Sebestyén (2003, ütőhangszerek, zongora, zeneszerzés)
- Nagy Anna Sára (2000. énekes, mezzoszoprán)
- Nagy Botond (1997. hangmester)
- Nagy Réka (1996. gordonkaművész, -tanár, viola da gamba-művész)

Testvére
Nagy Petra zongoraművész, -tanár

### Oktatói tevékenysége
- a Veszprémi Érseki Hittudományi Főiskola egyházzene szak (1997-98)
- a Zsámbéki Tanítóképző Főiskola /1998-99/
- a Budapest III. kerületi Aelia Sabina AMI-ban (1997-2007)

### Fellépései, közreműködései
- 1997- az Országúti Ferences Templom orgonistája
- 2002- a Honvéd Együttes Férfikarának korrepetitora
- 2005- SaxOrgan duó, Zsemlye Sándor szaxofonossal
- 2005- a Budapesti Fesztiválzenekar orgonistája
- 2006-2007 Tango Esperimento, zongorista, zeneszerző, hangszerelő
- 2007- a Modern Art Orchestra produkcióinak közreműködője
- 2009-2015 a Klasszikon crossover együttes zongoristája, hangszerelője
- 2009- a Centrál színház több zenés produkciójának korrepetitora, zongoristája
- 2011-2018 Rúzsa Magdi "Magdaléna Rúzsa" c. önálló estjének zongoristája
- 2013-2018 a Magyar Állami Operaház Erkel Színháza kórusa, korrepetitor

## Művei
- Jazz-kompozíciók
- Missa Clara
- Országúti mise
- 2018 "Jazznificat" J.S.Bach Magnificat-jának feldolgozása

### Lemezek
- 2003 Hungaroton: Korálfantáziák (orgona szólólemez)
- 2004 Hungaroton: Liszt Ferenc férfikarok
- 2007 (Orgello Music) Saxorgan Simple
- 2007 Etnofon Records: Tango Esperimento – Paso Primo
- 2011 (Klasszikon) Klasszikon – Opera Crossover
- 2011 Warner MG: Magdaléna Rúzsa – Rúzsa Magdi dalai
- 2019 BMC Records: MAO Plays Contemporary Music

közreműködés a Honvéd Férfikar saját kiadású CD-in:
- Férfikarok (2011)
- Nemzedékek zenéje (2013)

### Muzsika MOST!
- J S Bach G Dúr preludium és fuga
- Orgonahangverseny a Kálvin téri református templomban 2019 február
- Anthem
- Wie schön leuchtet der Morgenstern
- Corvinus Karácsony, Solymár
- Adventi koncert a Honvéd Férfikarral

## Díjai, elismerései
- Nemzetközi Liszt Ferenc Orgonaverseny: a Nemzeti Kulturális Örökség Minisztériuma különdíja (1999)
- Magyar Ezüst Érdemkereszt (2021)